# بیت‌تورنت ترکر
ردیاب بیت‌تورنت (به انگلیسی: BitTorrent tracker) نوع خاصی از سرور است که با استفاده از پروتکل بیت‌تورنت به برقراری ارتباط بین همتاها کمک می‌کند.
در اشتراک‌گذاری فایل‌های همتا به همتا، یک سرویس‌گیرنده نرم‌افزاری روی رایانه شخصی کاربر نهایی، یک فایل را درخواست می‌کند و بخش‌هایی از فایل درخواستی موجود در ماشین‌های همتا برای مشتری ارسال می‌شود و سپس دوباره در یک نسخه کامل از فایل درخواستی، جمع‌آوری می‌شود.  سرور «ردیاب» محل قرارگیری نسخه‌های فایل در ماشین‌های همتا را که در زمان درخواست مشتری در دسترس هستند، ردیابی می‌کند و به هماهنگ کردن انتقال کارآمد و مونتاژ مجدد فایل کپی‌شده، کمک می‌کند. مشتریانی که قبلاً دانلود فایلی را شروع کرده‌اند، به‌طور دوره‌ای با ردیاب ارتباط برقرار می‌کنند تا با همتایان جدید انتقال سریع‌تر فایل را انجام دهند و آمار عملکرد شبکه را ارائه دهند. با این حال، پس از شروع دانلود اولیه فایل نظیر به نظیر، ارتباط نظیر به نظیر می‌تواند بدون اتصال به ردیاب ادامه یابد.
از زمان ایجاد روش جدول هش توزیع‌شده (DHT) برای تورنت‌های «بدون ردیاب»، ردیاب‌های بیت‌تورنت تا حد زیادی زائد شده‌اند. با این حال، آنها هنوز هم اغلب با تورنت‌ها برای بهبود سرعت کشف همتایان گنجانده می‌شوند.